# Enantiovaginulina
Enantiovaginulina es un género de foraminífero bentónico de estatus incierto, aunque considerado un sinónimo posterior de Marginulina de la subfamilia Marginulininae, de la familia Vaginulinidae, de la superfamilia Nodosarioidea, del suborden Lagenina y del orden Lagenida. Su especie tipo era Cristellaria recta. Su rango cronoestratigráfico abarcaba el Cretácico superior.

## Discusión
Algunas clasificaciones incluirían Enantiovaginulina en la Familia Marginulinidae.

## Clasificación
Enantiovaginulina incluía a la siguiente especie:
- Enantiovaginulina recta †